# Performance historicamente informada

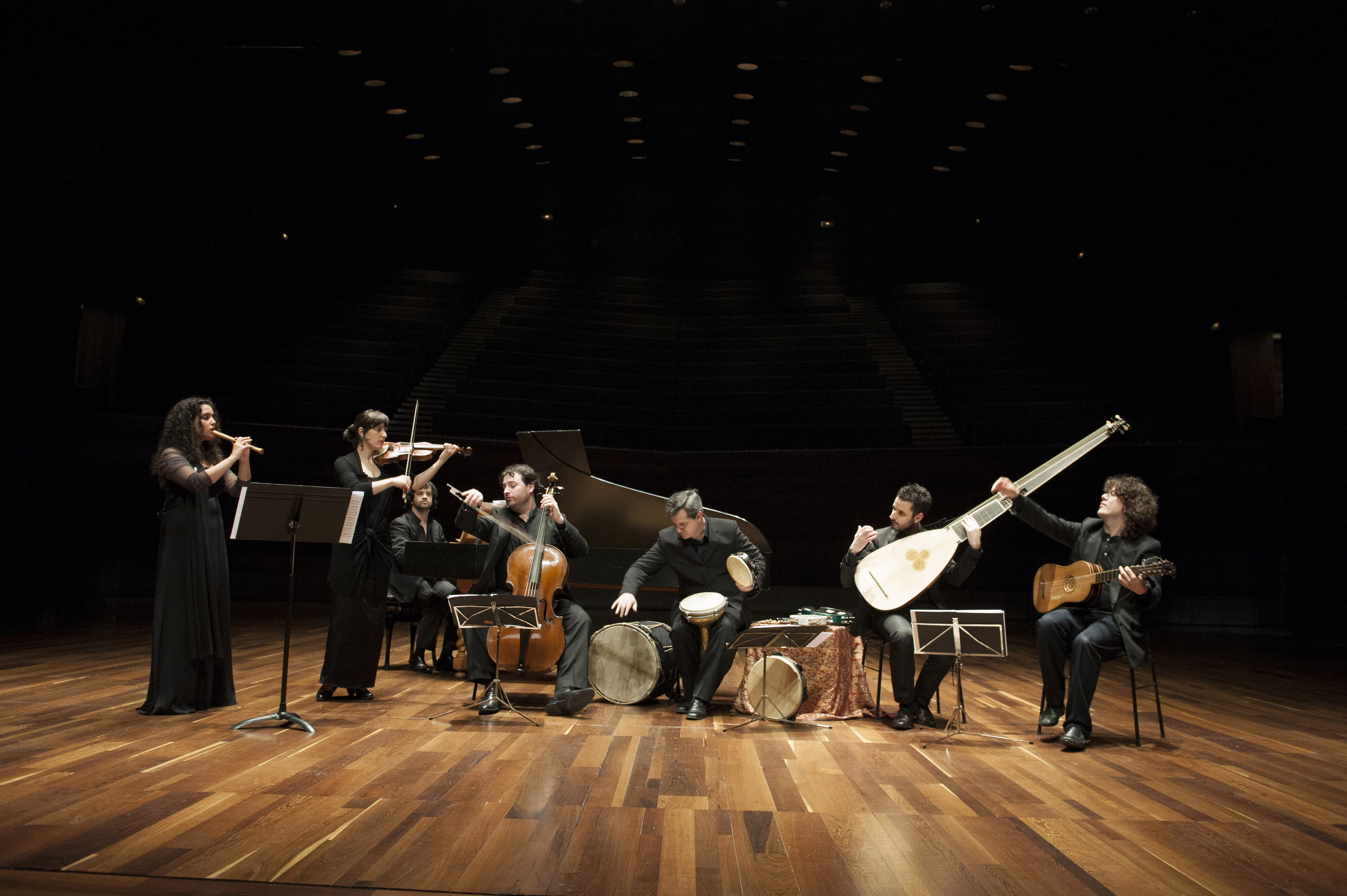
A execução de instrumentos de época é um aspecto fundamental do HIP, como esta orquestra barroca (Foto: Josetxu Obregón e o conjunto espanhol La Ritirata, 2013).

A Performance Historicamente Informada (também conhecida como "musica antiga", música historicamente informada, performance autêntica) é uma abordagem na execução de música clássica que busca ser fiel à abordagem, estilo e práticas da época musical em que uma obra foi originalmente concebida. Essa abordagem envolve uma pesquisa cuidadosa e o uso de instrumentos, técnicas e estilos interpretativos autênticos da época histórica em questão, proporcionando uma interpretação que se alinha mais estreitamente com as intenções do compositor original.
A Performance Historicamente Informada fundamenta-se em dois aspectos principais: a aplicação dos elementos estilísticos e técnicos da execução, denominada prática performática; e a utilização de instrumentos de época, os quais podem ser reproduções de instrumentos históricos que estavam em uso durante o período da composição original. Esses instrumentos frequentemente apresentam timbre e temperamento musical distintos em comparação com suas contrapartes modernas. Uma outra área de estudo em ascensão é a análise das mudanças nas expectativas dos ouvintes ao longo do tempo.
Dado que não há registros sonoros de música anterior ao final do século XIX, a Performance Historicamente Informada se baseia principalmente na análise musicológica de textos. Tratados históricos, manuais pedagógicos, críticas de concertos e outras evidências históricas são empregados para obter informações sobre as práticas de execução de uma determinada época. As gravações existentes, a partir da década de 1890 em diante (como cilindros, discos e reproduções de rolos de piano), permitiram que os estudiosos do romantismo do século XIX desenvolvessem uma compreensão detalhada e única desse estilo, embora não sem desafios remanescentes significativos. Em todas as épocas, os intérpretes de Performance Historicamente Informada geralmente utilizam edições acadêmicas ou textuais de partituras como ponto de partida, enquanto aplicam uma série de práticas estilísticas contemporâneas, incluindo alterações rítmicas e ornamentações de vários tipos.
Teve seu desenvolvimento principalmente em diversos países ocidentais durante meados do século XX, constituindo ironicamente uma resposta modernista à quebra modernista com tradições performáticas anteriores. Inicialmente focalizada na execução de música medieval, renascentista e barroca, a abordagem da HIP expandiu-se para incluir músicas das eras clássica e romântica. A HIP tem desempenhado um papel crucial no movimento de renascimento da música antiga nos séculos XX e XXI, influenciando também o cenário teatral, como evidenciado na produção de ópera barroca, onde abordagens historicamente informadas são empregadas não apenas na interpretação musical, mas também na encenação e cenografia.
Alguns críticos questionam a metodologia do movimento, argumentando que a seleção de práticas e estéticas é uma construção do século XX e, em última análise, é impossível determinar com precisão como eram as performances em épocas anteriores. É evidente que, quanto mais antigo o estilo e repertório, maior a distância cultural e, portanto, maior a possibilidade de interpretações equivocadas das evidências disponíveis. Por essa razão, o termo "historicamente informado" é atualmente preferido ao termo "autêntico", pois reconhece as limitações da compreensão acadêmica, evitando implicar uma precisão absoluta na recriação do estilo de performance histórica ou, pior ainda, adotar uma postura moralizante.

## Primeiros instrumentos

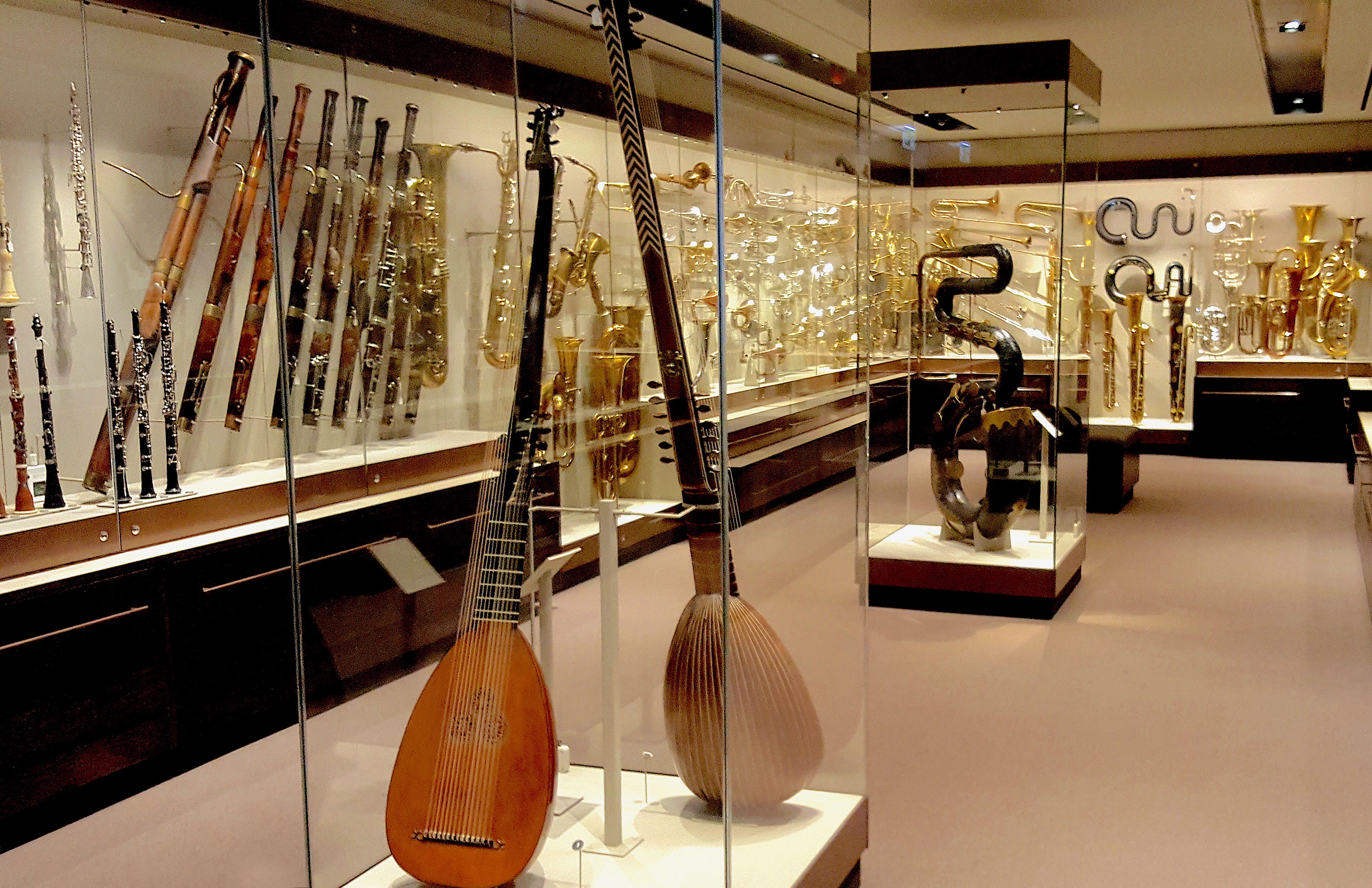
Coleções históricas de instrumentos preservados ajudam os pesquisadores (St Cecilia's Hall, Edimburgo)

A seleção de instrumentos musicais desempenha um papel crucial no princípio da Performance Historicamente Informada. Ao longo do tempo, os instrumentos musicais se desenvolveram, e aqueles utilizados em períodos anteriores muitas vezes diferem significativamente de suas contrapartes modernas. Muitos instrumentos foram descontinuados, substituídos por ferramentas mais recentes na criação musical. Por exemplo, antes do advento do violino moderno, outros instrumentos de cordas com arco, como a rabeca ou a viola da gamba, eram amplamente utilizados. A presença de instrumentos antigos em coleções de museus tem sido fundamental para auxiliar os musicólogos na compreensão de como os diversos designs, afinações e timbres dos instrumentos podem ter influenciado a prática de performance em eras passadas.
Além de servirem como ferramentas de pesquisa, os instrumentos históricos desempenham um papel ativo na prática da Performance Historicamente Informada. Músicos contemporâneos que buscam recriar um som historicamente autêntico frequentemente recorrem a reproduções modernas de instrumentos de época (e, ocasionalmente, instrumentos originais). A escolha desses instrumentos baseia-se no raciocínio de que isso proporcionará uma execução musical considerada historicamente fiel à obra original, como o compositor original teria ouvido. Por exemplo, um conjunto de música contemporânea ao interpretar obras de Johann Sebastian Bach pode optar por utilizar violinos barrocos em vez de instrumentos modernos, na tentativa de recriar o som de uma orquestra barroca do século XVII.
Esse fenômeno contribuiu para o renascimento de instrumentos musicais que haviam caído completamente em desuso, provocando uma reavaliação do papel e da estrutura dos instrumentos também empregados na prática contemporânea.
Orquestras e conjuntos que são conhecidos pelo uso de instrumentos de época em apresentações incluem o Taverner Consort and Players (dirigido por Andrew Parrott ), a Academy of Ancient Music ( Christopher Hogwood ), o Concentus Musicus Wien ( Nikolaus Harnoncourt ), The English Concert ( Trevor Pinnock ), Hanover Band ( Roy Goodman ), English Baroque Soloists (Sir John Eliot Gardiner ), Musica Antiqua Köln ( Reinhard Goebel ), Amsterdam Baroque Orchestra & Choir ( Ton Koopman ), Les Arts Florissants ( William Christie ), La Petite Bande ( Sigiswald Kuijken ), La Chapelle Royale ( Philippe Herreweghe ), a Orquestra Australiana de Brandemburgo ( Paul Dyer ) e a Freiburger Barockorchester ( Gottfried von der Goltz ). Conforme a Performance Historicamente Informada ampliou seu alcance para incluir obras da era romântica, a sonoridade específica dos instrumentos do século XIX tem ganhado reconhecimento crescente dentro do movimento HIP, levando ao surgimento de orquestras que utilizam instrumentos de época, como a Orchester Révolutionnaire et Romantique de Gardiner.

### Cravo

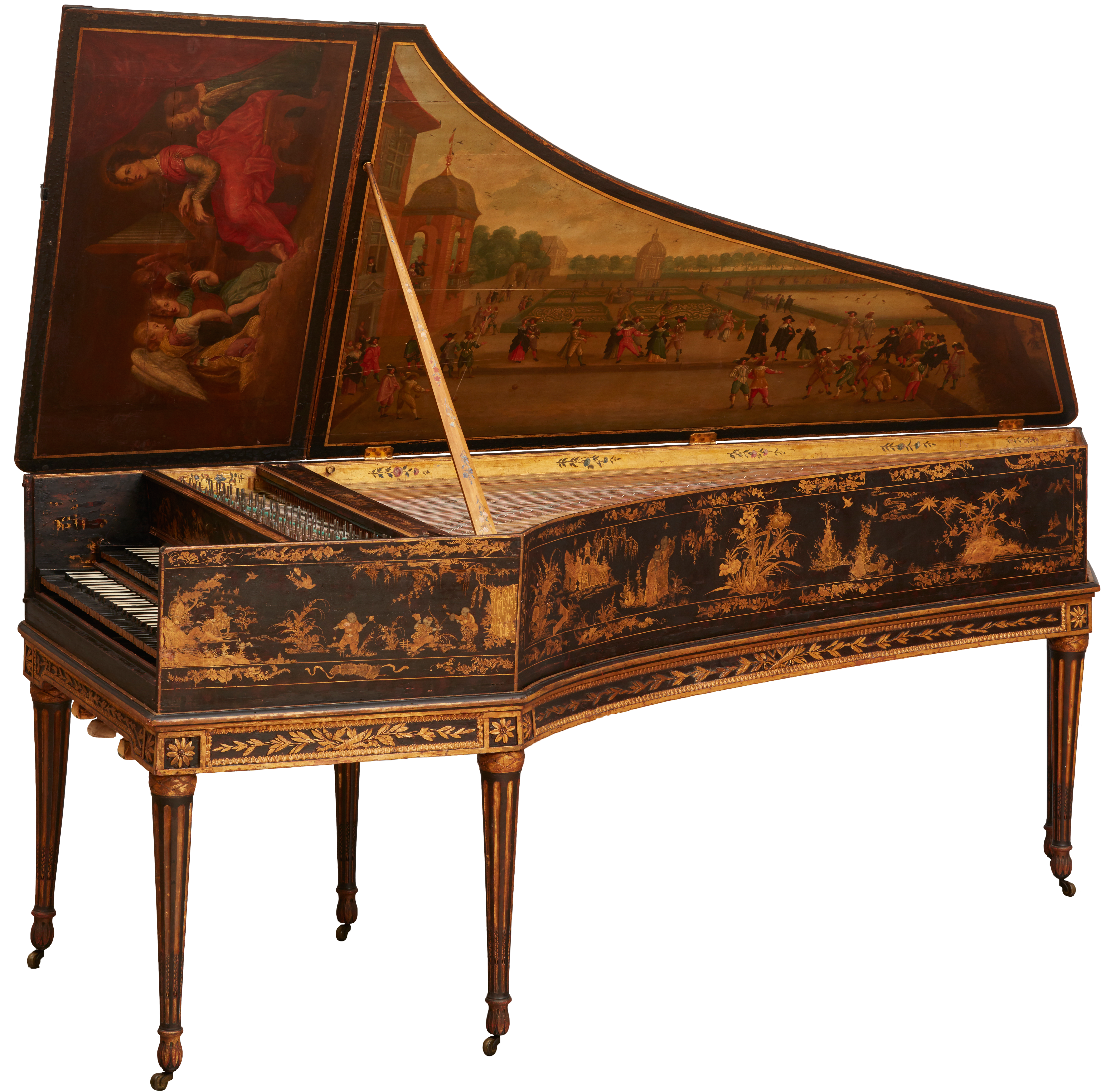
Cravo de Pascal Taskin, Paris (1780) (Museum für Kunst und Gewerbe Hamburgo)

Uma variedade de instrumentos de teclado anteriormente considerados obsoletos, como o clavicórdio e o cravo, experimentou um renascimento devido à sua importância singular na execução de música antiga. Antes do advento da orquestra sinfônica conduzida por um maestro, as orquestras renascentistas e barrocas frequentemente eram lideradas a partir do cravo; o diretor conduzia tocando continuamente, proporcionando uma estrutura estável e harmônica sobre a qual os demais instrumentistas adornavam suas partes. Muitas composições religiosas da época também faziam uso semelhante do órgão de tubos, frequentemente em combinação com um cravo. Performances historicamente informadas frequentemente fazem uso da execução em conjunto conduzida pelo teclado.
Entre os principais interpretes de cravo estão Scott Ross, Alan Curtis, William Christie, Christopher Hogwood, Robert Hill, Igor Kipnis, Ton Koopman, Wanda Landowska, Gustav Leonhardt, Trevor Pinnock, Skip Sempé, Andreas Staier, Colin Tilney e Christophe. Rouset.

### Fortepiano
Na segunda metade do século XVIII, o cravo foi gradualmente substituído pelos primeiros pianos. Com a saída de moda do cravo, muitos desses instrumentos foram destruídos. De fato, o Conservatório de Paris ficou famoso por ter utilizado cravos como lenha durante os períodos da Revolução Francesa e da era napoleônica. Embora os termos fossem originalmente intercambiáveis, atualmente usamos "fortepiano" para indicar o estilo de piano mais antigo e menor, enquanto o mais familiar "pianoforte" é empregado para descrever os instrumentos maiores que se aproximam dos designs modernos, datando aproximadamente de 1830. Nos séculos XX e XXI, o fortepiano experimentou um renascimento como resultado da tendência em direção à Performance Historicamente Informada, com as obras de Haydn, Mozart, Beethoven e Schubert agora frequentemente tocadas no fortepiano. Cada vez mais, os pianos de Pleyel, Érard, Streicher e outros do início a meados do século XIX estão sendo usados para recriar a paisagem sonora de compositores românticos como Chopin, Liszt e Brahms.
Muitos interpretes de teclas especializados também possuem expertise em fortepiano e outros instrumentos de época. Embora alguns tecladistas conhecidos por suas habilidades no piano forte sejam Ronald Brautigam, Ingrid Haebler, Robert Levin, Malcolm Bilson e Tobias Koch.

### Viola da Gamba

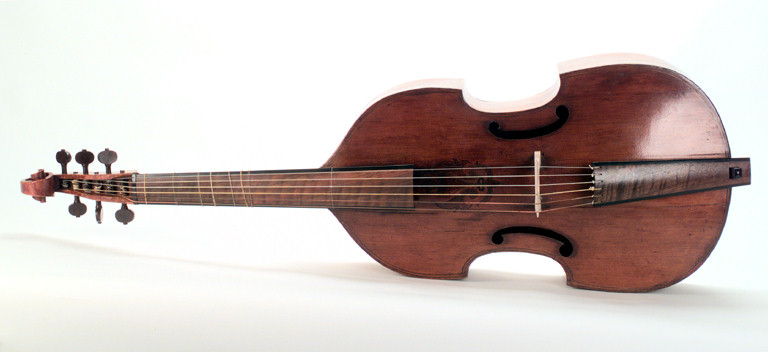
Uma viola da gamba de Thomas Cole (c.1680)

Uma considerável quantidade de música para viola, tanto em forma de conjunto quanto para apresentações solísticas, foi composta por músicos das diversas eras. renascentista e barroca, incluindo Diego Ortiz, Claudio Monteverdi, William Byrd, William Lawes, Henry Purcell, Monsieur de Sainte-Colombe, JS Bach., Georg Philipp Telemann, Marin Marais, Antoine Forqueray e Carl Frederick Abel.
As diversas vozes da família da viola da gamba:
- Violone (dois tamanhos, um contrabaixo uma oitava abaixo do baixo e um menor uma quarta ou quinta acima, um ótimo baixo)
- baixo (aproximadamente do tamanho de um violoncelo)
- tenor (aproximadamente do tamanho de uma guitarra)
- alto (um pouco menor que o tenor)
- soprano ou descante (aproximadamente do tamanho de uma viola)
- pardessus de viole (aproximadamente do tamanho de um violino)

Entre os principais interpretes modernos de violas da gamba estão Paolo Pandolfo, Wieland Kuijken, Jordi Savall, John Hsu e Vittorio Ghielmi. Existem muitos consortes de violas atualmente.

### Flauta Doce
Flautas doces de diversos tamanhos, como contrabaixo, baixo, tenor, alto, soprano, sopranino e até mesmo os ainda menores pequeno sopranino ou garklein, são frequentemente tocadas hoje em consortes que abrangem diferentes tamanhos. Compositores como Händel e Telemann, entre outros, escreveram peças solo específicas para a flauta doce. Arnold Dolmetsch desempenhou um papel significativo no ressurgimento da flauta doce como um instrumento de concerto sério, reconstruindo um "conjunto de flautas doces (descantes, agudos, tenor e baixo), todos afinados em tons graves e baseados em originais históricos".
Muitas vezes, os músicos que começam como flautistas tradicionais acabam se dedicando à flauta doce. Alguns flautistas renomados incluem Frans Brüggen, que também foi um maestro destacado no movimento de instrumentos de época, Michala Petri, Ashley Solomon e Giovanni Antonini. Além disso, Händel e Telemann eram flautistas ávidos e habilidosos, como mencionado anteriormente. Handel, em particular, compôs diversas coleções de sonatas para flauta doce e baixo contínuo, embora muitas tenham sido posteriormente dominadas por transcrições para flauta, realizadas na metade do século XX.

## Voz

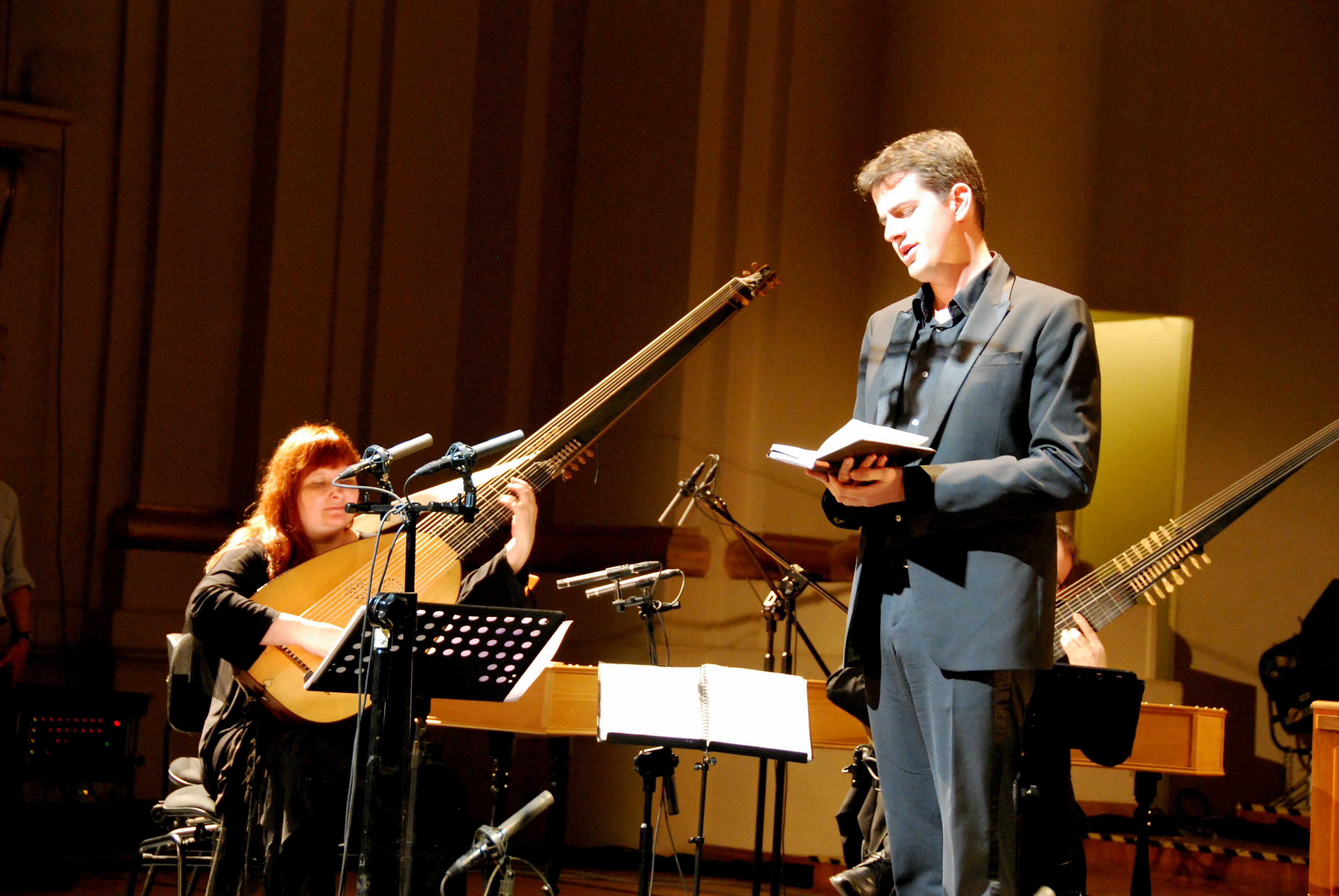
Contratenor Philippe Jaroussky, acompanhado por Christina Pluhar em 2011 (teorba)

Assim como na técnica instrumental, a abordagem à prática performática historicamente informada para cantores tem sido influenciada pela pesquisa musicológica e pelo debate acadêmico. Em particular, surgiu um debate em torno do uso da técnica do vibrato durante o auge do renascimento da música antiga, e muitos defensores da HIP buscaram diminuir drasticamente a presença do vibrato em prol do som "puro" do canto em tons estaveis. A diferença de estilo pode ser exemplificada pelo som de um menino soprano em contraste com o de uma cantora de ópera de grande porte, como Maria Callas.
Certas técnicas vocais históricas ganharam popularidade, como o "trillo", uma repetição semelhante a um tremolo de uma única nota que era usada como um efeito ornamental no início da era barroca. No entanto, a compreensão acadêmica desses dispositivos expressivos muitas vezes é subjetiva, pois muitas técnicas vocais discutidas pelos escritores de tratados nos séculos XVII e XVIII têm significados diferentes, dependendo do autor. Apesar da tendência em direção ao canto em tons retos, muitos cantores proeminentes na música antiga utilizam uma forma sutil e suave de vibrato para acrescentar expressividade às suas interpretações.
Cantores de performance historicamente informada Emma Kirkby, Max van Egmond, Julianne Baird, Nigel Rogers e David Thomas.
O renascimento do interesse pela música antiga, especialmente pela polifonia sacra renascentista e pela ópera barroca, impulsionou também um ressurgimento da voz de contratenor. Cantores do sexo masculino com vozes agudas são frequentemente escolhidos, em preferência aos contraltos femininos, em produções de ópera no estilo HIP, parcialmente como substitutos dos cantores castrati. Alfred Deller é considerado um pioneiro no renascimento moderno do canto contratenor. Os principais artistas contemporâneos incluem James Bowman, David Daniels, Derek Lee Ragin, Andreas Scholl, Michael Chance, Jakub Józef Orliński, Daniel Taylor, Brian Asawa, Yoshikazu Mera e Philippe Jaroussky.

## Disposição
A prática comum relativa à disposição de um grupo de intérpretes, seja em um coro ou em uma orquestra, passou por mudanças ao longo do tempo. A determinação de um arranjo historicamente apropriado de cantores e instrumentos em um palco de apresentação pode ser orientada pela pesquisa histórica. Além da evidência documental, os musicólogos também podem recorrer à evidência iconográfica, como pinturas e desenhos contemporâneos de músicos em apresentações, como fonte primária de informação histórica. As fontes pictóricas podem revelar diversas práticas, como o tamanho de um conjunto, a disposição dos vários tipos de instrumentos, sua relação com um coro ou instrumento de teclado, a presença ou ausência de um regente, se os artistas estão sentados ou em pé, e o local da apresentação (como uma sala de concertos, uma câmara palaciana, uma residência doméstica, uma igreja ou ao ar livre, etc.). O teórico alemão Johann Mattheson, num tratado de 1739, afirma que os cantores deveriam ficar à frente dos instrumentistas. 
Três disposições principais estão documentadas:
- Círculo (Renascença)
- Coro na frente dos instrumentos (séculos XVII-XIX)
- Cantores e instrumentos lado a lado no coro.

## Recuperando práticas iniciais de performance

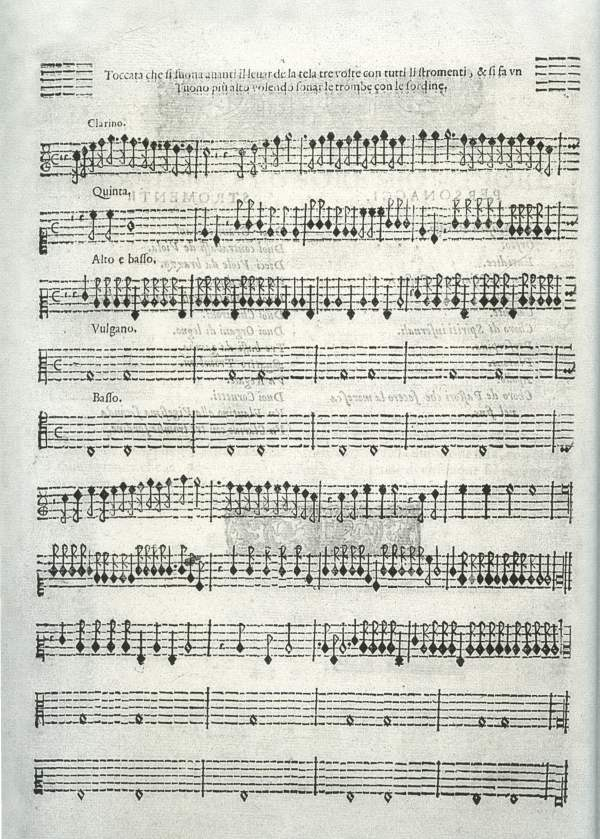
Reimpressão da 1ª Edição de L'Orfeo de Monteverdi (1609); musicólogos referem-se a partituras autografadas ou edições anteriores para interpretar a prática performática

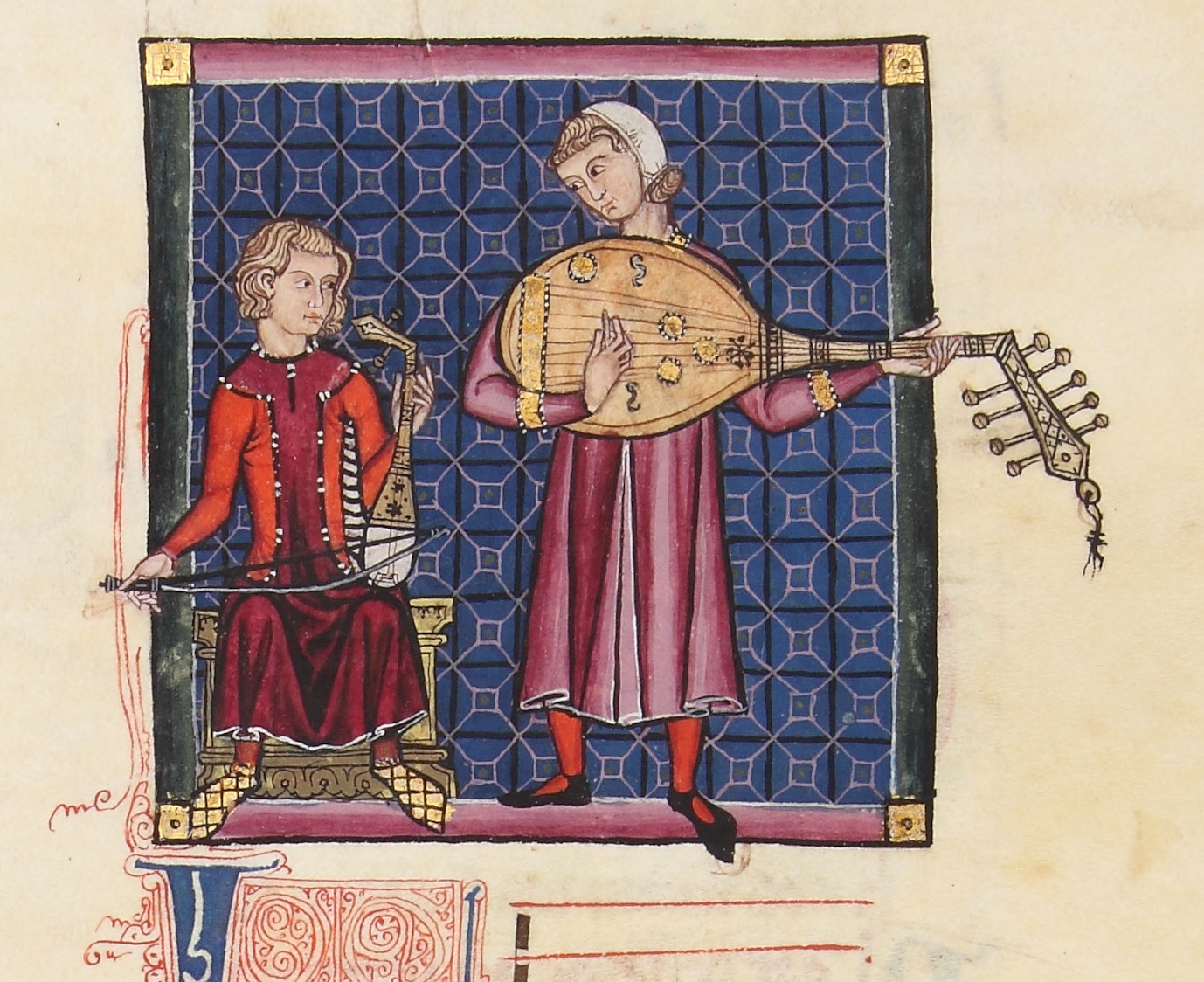
Imagens históricas, como esta ilustração galega de lutanistas do século XIII, podem informar a prática performática moderna, mas devem ser interpretadas com cautela

### Interpretando notação musical
Alguns itens difíceis comuns são os seguintes:
- Os compositores iniciais frequentemente utilizavam os mesmos símbolos que são usados hoje, porém, com significados diferentes, muitas vezes dependentes do contexto.[23]Por exemplo, o que é escrito como uma apogiatura frequentemente implicava um tempo mais longo ou mais curto do que o valor notado, e mesmo em partituras do século XIX, existe desacordo sobre o significado (dinâmico e/ou agógico) dos sinais de mordente.[24]
- A notação musical pode ser parcial, com alguns elementos omitidos. Por exemplo, as durações das notas podem ser totalmente deixadas de fora, como em prelúdios não medidos, peças escritas sem ritmo ou indicações de métrica. Mesmo quando a notação é abrangente, muitas vezes são necessárias alterações não notadas, como a modelagem rítmica de passagens, pausas entre seções ou a adição de arpejos a acordes. Cortes e repetições eram práticas comuns nesse contexto.
- A música pode ser registrada por meio de notações alternativas e não modernas, como a tablatura. Algumas notações de tablatura, como aquelas encontradas no manuscrito de harpa de Robert ap Huw, podem ser apenas parcialmente decodificadas.[25][26]
- A altura de referência na música do passado frequentemente não pode ser interpretada como indicando a mesma altura utilizada nos dias de hoje que tem o Lá 440 como padrão oficial.
- Diferentes sistemas de afinação, conhecidos como temperamentos, eram utilizados. Os compositores geralmente presumiam que o músico escolheria o temperamento e raramente o indicavam explicitamente na partitura.[27]
- Na maior parte da música de conjunto até o início do período Barroco, os instrumentos musicais específicos a serem utilizados não são indicados na partitura, sendo parcial ou totalmente deixados à escolha dos intérpretes. Um exemplo bem discutido dessa prática pode ser encontrado em "L'Orfeo" de Monteverdi, onde as indicações sobre quais instrumentos utilizar são parciais e se limitam apenas às seções críticas.[28]
- Questões de pronúncia, que afetam os sotaques musicais, são transpostas para o latim eclesiástico, a língua em que grande parte da música vocal antiga foi escrita. Isso ocorre porque o latim era frequentemente pronunciado usando os sons e padrões da fala da língua vernácula local.

### Mecânica musical
Podemos obter pistas sobre como a música era ouvida no passado ao examinar instrumentos mecânicos da época. Um exemplo é o órgão mecânico do século XVIII no Museu Holandês Speelklok, cujo programa musical foi criado e supervisionado por Joseph Haydn.

### Afinação e altura
Até tempos mais recentes, foram empregadas diversas referências de afinação em distintos lugares. O oboísta barroco, Bruce Haynes, realizou uma pesquisa abrangente sobre os instrumentos de sopro que resistiram ao tempo e registrou um caso no qual violinistas precisaram ajustar suas afinações para uma terça menor a fim de se apresentarem em igrejas próximas.

### Evidências iconográficas
A pesquisa conduzida por musicólogos frequentemente coincide com o trabalho dos historiadores da arte. Ao analisar pinturas e desenhos que retratam músicos contemporâneos de uma determinada época musical, acadêmicos podem inferir detalhes sobre a prática de execução da música naquele período. Além de representar a disposição de uma orquestra ou conjunto, uma obra de arte pode oferecer insights sobre as técnicas de execução da época, como a forma de segurar um arco ou a embocadura de um instrumento de sopro. No entanto, assim como um historiador da arte precisa interpretar uma obra de arte, um estudioso de musicologia deve avaliar a evidência musical presente em uma pintura ou ilustração no contexto histórico adequado, levando em consideração as possíveis motivações culturais e políticas do artista e permitindo a análise com uma certa margem artística. Uma representação histórica de músicos pode oferecer uma narrativa idealizada ou até fictícia dos instrumentos musicais, e há sempre o risco de que isso possa levar a uma performance historicamente equivocada.

## Problemas

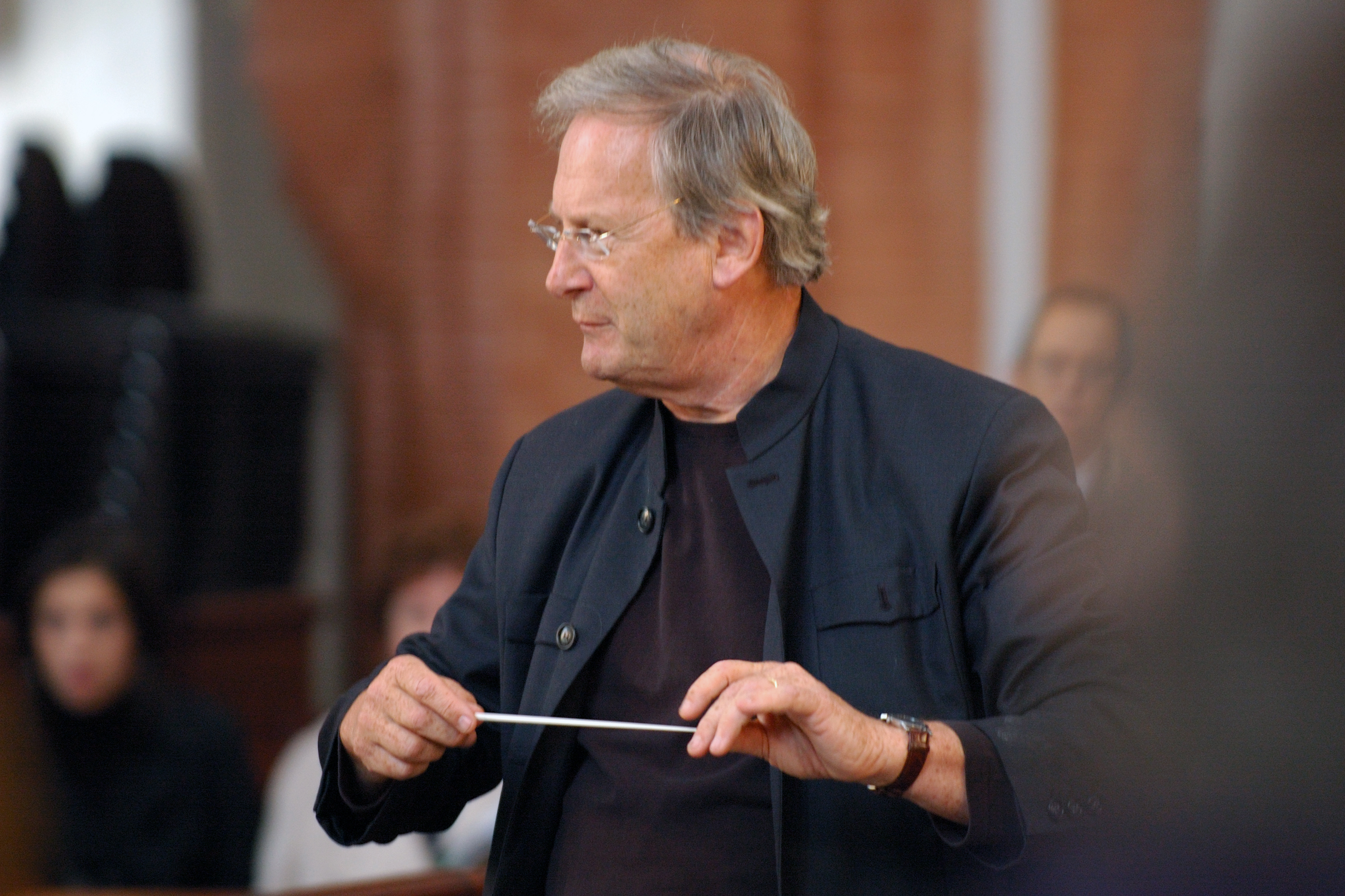
Muitos estudiosos e artistas como John Eliot Gardiner questionaram a terminologia de "desempenho autêntico"

Existem diferentes perspectivas sobre como as motivações artísticas e acadêmicas devem influenciar a execução musical. 
Apesar de defender a importância de compreender as intenções de um compositor em seu contexto histórico, Ralph Kirkpatrick ressalta o perigo de usar o exoterismo histórico como uma maneira de ocultar a incompetência técnica: "Muitas vezes, a autenticidade histórica pode ser empregada como uma fuga diante de qualquer adesão potencialmente perturbadora aos valores estéticos e da aceitação de qualquer responsabilidade artística legítima. A renúncia aos valores estéticos e às responsabilidades artísticas pode criar uma ilusão de simplicidade em relação ao que a passagem do tempo nos legou, desvanecida como ossos nas areias do tempo".
A estudiosa de música antiga Beverly Jerold levantou questionamentos sobre a técnica de execução das cordas por parte de músicos historicamente informados, mencionando relatos de espectadores de concertos do período barroco que descrevem práticas quase opostas. Críticas similares foram dirigidas às práticas de cantores historicamente informados.
Alguns defensores do renascimento da música antiga têm se afastado do termo "performance autêntica". O maestro John Eliot Gardiner expressou a opinião de que o termo pode ser "enganoso" e afirmou: "Meu entusiasmo por instrumentos de época não é antiquário nem busca uma autenticidade espúria e inatingível, mas simplesmente uma alternativa refrescante ao padrão e às qualidades monocromáticas da orquestra sinfônica."
Daniel Leech-Wilkinson reconhece que grande parte da prática da performance historicamente informada é baseada em inovação: "A pesquisa histórica pode nos fornecer instrumentos e, às vezes, até informações bastante detalhadas sobre como usá-los. No entanto, a lacuna entre tais evidências e uma performance sólida ainda é tão grande que só pode ser superada por uma grande quantidade de musicalidade e inovação. Exatamente quanto é necessário pode ser facilmente esquecido, precisamente porque o exercício da invenção musical é tão automático para o intérprete." Leech-Wilkinson conclui que os estilos de execução na música antiga "têm tanto a ver com o gosto atual quanto com a reprodução precisa". Mais recentemente, Andrew Snedden sugeriu que as reconstruções de práticas historicamente informadas estão em terreno mais firme quando abordadas no contexto de uma exegese cultural da época. Isso envolve examinar não apenas como os músicos tocavam, mas também por que tocavam daquela maneira, e qual significado cultural está embutido na música da época.
Na conclusão de seu estudo sobre as gravações orquestrais do início do século XX, Robert Philip afirma que a suposição fundamental por trás de grande parte do movimento histórico de performance é que "o que soa de bom gosto agora provavelmente soava de bom gosto em períodos anteriores". Ele argumenta que essa suposição é falha, e, após examinar ritmo, vibrato e portamento ao longo do livro, conclui que os praticantes da performance histórica muitas vezes escolhem arbitrariamente o que consideram aceitável, ignorando evidências de práticas performáticas que vão contra o gosto moderno.

## Recepção
Em seu livro "The Aesthetics of Music", o filósofo britânico Roger Scruton expressa a opinião de que o efeito da Performance Historicamente Informada (HIP) frequentemente resulta em encapsular o passado em estudos artificiais, elevando a musicologia acima da própria música e confinando compositores como Bach e seus contemporâneos a uma distorção acústica do tempo. Ele compara a sensação de fadiga induzida por muitas performances "autênticas" à atmosfera de um museu moderno, onde as obras dos primeiros compositores são apresentadas por trás do vidro da autenticidade, parecendo distantes e inacessíveis.
Diversos estudiosos percebem o movimento de Performance Historicamente Informada (HIP) como uma invenção fundamentalmente do século XX. Ao abordar o periódico "Early Music", um dos principais no campo da performance historicamente informada, Peter Hill observou que todos os artigos da revista destacaram, de várias maneiras, a falha potencialmente fatal na posição de "autenticidade". Ele apontou que a tentativa de compreender o passado em termos do próprio passado é paradoxalmente um fenômeno inteiramente contemporâneo.
Richard Taruskin é uma das vozes mais céticas em relação ao movimento de Performance Historicamente Informada (HIP). Sua tese sugere que a prática de buscar supostamente autenticidade histórica é, na verdade, uma expressão do século XX influenciada pelo modernismo. Taruskin argumenta que nunca poderemos verdadeiramente saber como a música era originalmente, nem como era executada nos séculos anteriores. Ele questiona as performances que se autodenominam autenticamente históricas, argumentando que elas não representam um protótipo histórico determinável nem um renascimento coerente de práticas contemporâneas aos repertórios que abordam. Em vez disso, ele sugere que essas performances incorporam uma lista de desejos de valores modernos, validados tanto na academia quanto no mercado, por meio de uma leitura eclética e oportunista de evidências históricas. Taruskin acredita que artistas "históricos", ao buscar "chegar à verdade" usando instrumentos de época e técnicas de execução perdidas, na verdade, escolhem entre os produtos da história de uma maneira que reflete mais os valores do final do século XX do que aqueles de qualquer época anterior.
Em seu livro "The Imaginary Museum of Musical Works: An Essay in the Philosophy of Music", Lydia Goehr aborda os objetivos e críticas tanto dos defensores quanto dos críticos do movimento de Performance Historicamente Informada (HIP). Ela argumenta que o próprio movimento HIP teve origens na segunda metade do século XIX como uma reação à imposição de técnicas modernas à música de épocas anteriores. Os intérpretes estavam preocupados em alcançar uma maneira "autêntica" de executar música, um ideal que tem implicações para todos os envolvidos com música. Goehr resume os debates do final do século XX em dois pontos de vista: a busca pela fidelidade às condições de execução ou a fidelidade à obra musical em si.
Ela resumiu de forma sucinta os argumentos dos críticos, como a crítica de que o movimento é anacrônico, ao atribuir seletivamente ideias modernas de performance à música antiga. No entanto, Lydia Goehr conclui que o movimento de Performance Historicamente Informada (HIP) oferece uma perspectiva diferente sobre a música, mantendo os olhos abertos para a possibilidade de produzir música de novas maneiras sob a regulação de novos ideais. Ela destaca a natureza inerentemente crítica de nossos conceitos reguladores e, mais importante, ajuda a superar a crença arraigada de que, a qualquer momento, temos práticas musicais absolutamente corretas.
A frase "teatro mortal", cunhada por Peter Brook, refere-se a uma abordagem teatral que é ao mesmo tempo modernista em cultura e inautêntica como performance viva. Nesse contexto, a referência ao modernismo sugere uma atitude contemporânea ou uma aplicação de ideias e valores modernos a uma situação historicamente diferente, enquanto a inautenticidade indica que a performance pode carecer de fidelidade às práticas autênticas da época em questão. Portanto, a "abordagem estritamente musicológica à reconstrução estilística" é criticada por adotar uma perspectiva mais orientada para a academia ou para a pesquisa histórica do que para a autenticidade na experiência viva da performance.